# Пятая авеню, 500
Пятая авеню, 500 (англ. 500 Fifth Avenue) — небоскрёб в Мидтауне Манхэттена. Фасады здания выходят на западные 42-ю и 43-ю улицы и на Пятую авеню.
Небоскрёб был разработан архитектурным объединением Shreve, Lamb & Harmon. Здание проектировалось таким образом, чтобы занять максимально допустимую кодексом застройки 1916 года площадь и высоту на заданном участке. Небоскрёб возводился в 1929—1931 годы на средства инвестора Уолтера Салмона младшего, одновременно с расположенным неподалёку Эмпайр-стейт-билдинг. Его высота составляет 216 метров, а количество этажей — 60. Здание имеет несколько уступов. В его внешней отделке использован известняк и терракота. Вход с Пятой авеню оформлен стилизованными позолоченными пальметто и увенчан фризом авторства американского скульптора Эдмонда Эметейса. В оформлении главного холла использован серо-розовый мрамор. В 1930-х годах газета The New York Times положительно отозвалась о небоскрёбе:

совершенно чёткое воплощение требований, предъявляемых к современному офисному зданию.
Оригинальный текст (англ.)thoroughly frank expression of the requirements of an up-to-date office building.

Небоскрёб и поныне используется в основном под офисные помещения. На первых его этажах расположены магазины.

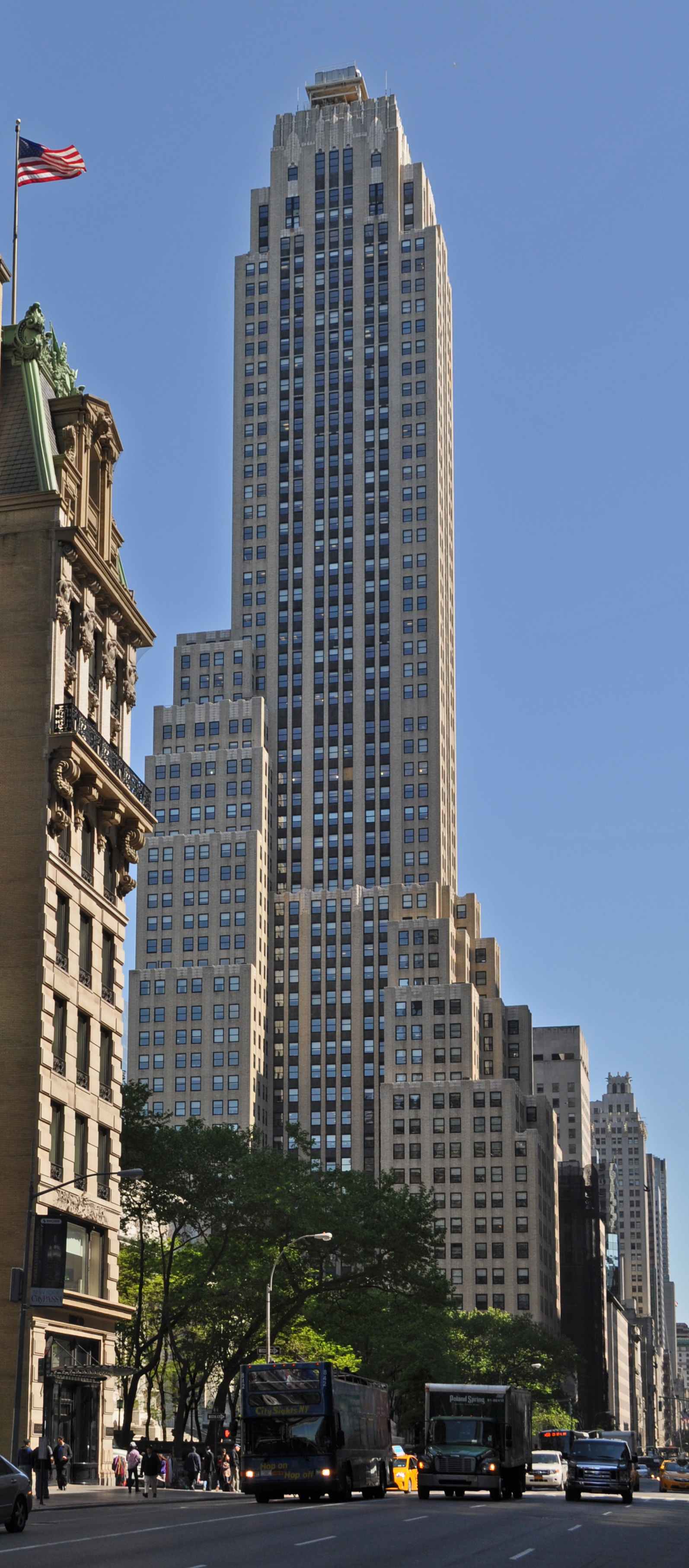
Небоскрёб в мае 2013 года